# Limosina levigena
Limosina levigena är en tvåvingeart som först beskrevs av Arnold Spuler 1925.  Limosina levigena ingår i släktet Limosina och familjen hoppflugor. Inga underarter finns listade i Catalogue of Life.